# Alphonse-Louis Leroy
Pour les articles homonymes, voir Leroy et Alphonse Leroy (homonymie).
Alphonse Leroy, né à Rouen le 23 août 1742 et mort le 15 janvier 1816 à Paris, est un médecin français.

## Biographie
Alphonse Louis Vincent Leroy, né à Rouen le 23 août 1742, se livra d’abord à l’étude des lois et voulut embrasser la profession d’avocat. La réputation, alors gigantesque, du chirurgien de sa ville natale, Claude-Nicolas Lecat, lui donna l’idée de cultiver la médecine. Il commença ses études médicales avec celui-ci, avant de les terminer à Paris, et il fut reçu docteur-régent en 1768 et professeur en la Faculté de médecine de Paris.
Il se consacra spécialement à cette partie des sciences médicales qui traite des maladies des femmes et des enfants, faisant grand bruit des opinions paradoxales qu’il prétendait substituer aux principes reçus sur l’enseignement des accouchements. Alphonse Leroy dut à plusieurs ouvrages publiés sur divers sujets, une élocution pure et facile, et peut-être aussi cette confiance en soi, son admission comme professeur d’accouchement à l’école de santé de Paris.
Ce médecin se remarquait par l’impatience, l’exagération et l’opiniâtreté qu’il apportait dans les discussions. Selon lui, les substances animales, et en particulier la viande, constituent toujours les meilleurs aliments dont les plus jeunes enfants puissent faire usage. La vaccine trouva en lui un des plus obstinés antagonistes. 
Il occupa à la Faculté de médecine de Paris la première chaire d’accouchement à côté de Baudelocque. Dans l’histoire de la symphyséotomie pubienne, circonstance qui contribua le plus à le faire connaître, Alphonse Leroy exploita à son profit l’enthousiasme avec lequel on avait accueilli cette découverte et ne fit que rendre publics et retracer les avantages d’une opération dont la découverte appartenait tout entière à Sigault, opération qu’il donna en quelque sorte comme sienne, pour avoir été le premier à la pratiquer sous les yeux de l’inventeur. Il eut, à ce sujet, de vives discussions avec plusieurs de ses contemporains, entre autres Piett, Baudelocque et Lauverjat. Il s'opposa vainement aux pratiques d'Angélique du Coudray, maîtresse sage-femme.
Ses ouvrages, malgré leur prolixité, renferment cependant des remarques ingénieuses et des faits intéressants. Il soutint les thèses d'Étienne Bottineau sur la nauscopie et fera son éloge funèbre.
Il est mort assassiné par un domestique qu’il avait renvoyé quelques jours auparavant de son service.  Il fut inhumé au cimetière de Saint-Sulpice de Vaugirard.

## Principaux ouvrages
- Recherches sur les habillements des femmes et des enfants ou Examen de la manière dont il faut vêtir l’un et l’autre sexe, Paris, 1772
- La Pratique des accouchements, Paris, 1776
- Recherches historiques et pratiques sur la section de la symphyse du pubis, Paris, 1778
- Consultation médico-légale sur la question : l’approche de certaines femmes nuit-elle à la fermentation des liqueurs ?, Paris, 1780
- Essai sur l’histoire naturelle de la grossesse et de l’accouchement, Paris, 1787
- De la nutrition et de son influence sur la forme et la fécondité des animaux sauvages et domestiques, accompagné d'un Mémoire sur l’influence de la lumière sur l’économie animale, Paris : Impr. de Crapelet, chez C.-F. Maradan, 1798, in-8°, 4-95 p.
- Leçons sur les pertes de sang pendant la grossesse, lors et à la suite des accouchements, des fausses couches, et sur toutes les hémorragies, Paris, 1803
- Manuel des goutteux et des rhumatiques, Paris, 1803
- la Médecine maternelle, ou l’Art d’élever et de conserver les enfants, Paris, 1803
- Manuel de la saignée, 1807, in-8°
- De la conservation des femmes, Paris, 1811, in-8°
- De la Contagion régnante sur les vaches, sur les bœufs et sur l’homme, en quelques contrées de la France, des causes des contagions…, Paris : Janet et Cotelle, 1814, in-8°, IV-184 p.
- De la contagion sur l’homme, sur les vaches et sur les bœufs ; de ses moyens préservatifs et curatifs ; considérations sur les maladies des armées ; aperçu des avantages des Abattoirs dans les grandes villes, Paris : Méquignon père, 1815, in-8°, ou in-16, 15 p.

## Sources
- Antoine Laurent Jessé Bayle, Biographie médicale, v. 2, p. 667-8.
- Pierre Larousse, Grand Dictionnaire universel du XIXe siècle, vol. 10, Paris, Administration du grand Dictionnaire universel, p. 399.
- Florian Reynaud, Les bêtes à cornes (ou l'élevage bovin) dans la littérature agronomique de 1700 à 1850, Caen, thèse de doctorat en histoire, 2009, annexe 2 (publications)